# No Pussyfooting
(No Pussyfooting) je první kolaborativní studiové album anglických hudebníků Roberta Frippa ze skupiny King Crimson a Briana Ena z Roxy Music. Vydáno bylo v listopadu roku 1973. Nahráno bylo během tří dnů, 8. září 1972 a 4. a 5. srpna 1973). Roku 2008 bylo album vydáno v reedici, která kromě původních skladeb obsahovala nahrávky obrácené a jednu z nich také v poloviční rychlosti.

## Seznam skladeb
Autory všech skladeb jsou Robert Fripp a Brian Eno.
| Pořadí | Název                          | Délka |
| ------ | ------------------------------ | ----- |
| 1.     | The Heavenly Music Corporation | 20:55 |
| 2.     | Swastika Girls                 | 18:43 |

## Obsazení
- Brian Eno – syntezátor, klávesy, zvukové efekty
- Robert Fripp – kytara